# Guido Messina
Guido Messina (Monreale, 4 de janeiro de 1931 – Caselette, 10 de janeiro de 2020) foi um ciclista italiano que competia em provas de ciclismo de pista e estrada.
Foi o vencedor e recebeu a medalha de ouro na prova dos 4000 m perseguição por equipes nos Jogos Olímpicos de Helsinque 1952, juntamente com Marino Morettini, Loris Campana e Mino De Rossi. Profissionalizando-se em 1954, ele competiu até o ano de 1962.
Messina morreu no dia 10 de janeiro de 2020, aos 89 anos.